# Ањеловка
Ањеловка (пољ. Anielówka) је село у Пољској које се налази у војводству Лублинском у повјату Лубартовском у општини Михов.
Од 1975. до 1998. године ово насеље се налазило у Лублинском војводству.